# Winter Haven
Winter Haven (italiano: Porto d'Inverno) è una città situata nella contea di Polk in Florida, (Stati Uniti). Al censimento del 2000 la città aveva 26 487 abitanti, secondo le stime dello US Census Bureau nel 2007 la popolazione era pari a 32 577 abitanti e sarebbe quindi la seconda città più popolosa della contea di Polk. Winter Haven fa parte dell'area metropolitana di Lakeland – Winter Haven.

## Storia
I primi insediamenti nella zona risalgono al 1860, nel 1885 vi aprì la prima attività commerciale e la zona venne chiamata Harris Corners, Harris era il nome del titolare del primo negozio. L'anno successivo venne proposto il nome Winter Haven a causa del piacevole clima della zona. Entro la fine del secolo la popolazione crebbe fino a circa 400 persone e nel 1911 la cittadina acquisì autonomia amministrativa.
Il primo boom edilizio della Florida, risalente al 1920, provocò un notevole aumento della popolazione. L'evento che portò ulteriore crescita alla cittadina fu l'apertura del parco tematico Cypress Gardens (1936) che trasformò Winter Haven in una località turistica. 
Fino al 2009, anno in cui fu chiuso, restò poi la maggiore attrattiva cittadina; dopo la sua chiusura l'area è stata acquistata dalla Merlin Entertainments che il 15 ottobre 2011 vi ha aperto Legoland Florida, il secondo parco tematico della LEGO negli Stati Uniti.

## Amministrazione

### Gemellaggi
Winter Haven è gemellata con:
- Sambuca di Sicilia, ITA, dal 1984, in occasione dei mondiali di sci nautico tenutisi sul lago Arancio. Entrambe le città sono infatti legate a questo sport.

## Geografia e clima
Secondo il censimento degli Stati Uniti. Bureau, la città ha un'area totale di 65,8 km²; 45,8 km² composti da terra e 19,9 km² di essa (30,45%) da acqua. Winter Haven si trova nella zona centrale della Florida Altopiani della pianura costiera atlantica, con un terreno costituito da pianura intervallati da dolci colline. Winter Haven si chiama "La Catena di Lakes City" per i suoi numerosi laghi di acqua dolce che toccano o sono contenute entro i limiti della città. 24 dei 45 laghi in Winter Haven sono collegate da un sistema di canali navigabili meglio conosciuta come la "catena dei laghi". Winter Haven è il primo parco a tema della Florida, Cypress Gardens Adventure Park (chiuso dal settembre 2009, diventerà Legoland Florida). È anche la sede di Winter Haven Hospital e Winter Haven Gilbert Airport. Winter Haven contiene anche molti edifici progettati da Gene Leedy, uno dei fondatori della Scuola di Architettura di Sarasota. La Catena di Laghi Comune era la casa di formazione primavera per i Philadelphia Phillies (1928-1937), Boston Red Sox (1966-1992) e i Cleveland Indians (1993-2008). I Red Sox si trasferirono a Fort Myers nel 1992, e gli Indians lasciarono la città dopo il 2008 per tornare in Arizona.
Winter Haven si trova nella zona subtropicale umido (classificazione climatica Köppen: Cfa). La città prende il nome dalla sua ovvia mancanza di tempo più freddo, con un clima caldo tropicale nella maggior parte dell'anno. La temperatura media è di 22,9 °C.
| WINTER HAVEN        | Mesi | Mesi | Mesi | Mesi | Mesi | Mesi | Mesi | Mesi | Mesi | Mesi | Mesi | Mesi | Stagioni | Stagioni | Stagioni | Stagioni | Anno  |
| WINTER HAVEN        | Gen  | Feb  | Mar  | Apr  | Mag  | Giu  | Lug  | Ago  | Set  | Ott  | Nov  | Dic  | Inv      | Pri      | Est      | Aut      | Anno  |
| ------------------- | ---- | ---- | ---- | ---- | ---- | ---- | ---- | ---- | ---- | ---- | ---- | ---- | -------- | -------- | -------- | -------- | ----- |
| T. max. media (°C)  | 23   | 24   | 27   | 29   | 32   | 33   | 34   | 33   | 32   | 29   | 26   | 23   | 23,3     | 29,3     | 33,3     | 29       | 28,8  |
| T. min. media (°C)  | 11   | 11   | 13   | 16   | 19   | 22   | 22   | 23   | 22   | 19   | 15   | 11   | 11       | 16       | 22,3     | 18,7     | 17    |
| Precipitazioni (mm) | 61   | 65   | 85   | 56   | 93   | 176  | 206  | 191  | 156  | 67   | 62   | 57   | 183      | 234      | 573      | 285      | 1 275 |

## Società

### Evoluzione demografica
Secondo il censimento del 2000, c'erano 26 487 persone, 11 833 nuclei domestici e 6 934 famiglie residenti in città. La densità di popolazione era di 578,5/km². C'erano 13 912 unità abitative con una densità media di 303,9/km²
Ci sono 11 833 nuclei domestici, il 21,6% ha bambini al di sotto dei 18 anni che vivono con loro, il 42,1% sono coppie sposate che vivono insieme, il 12,8% era composto da donne con marito assente, e il 41,4% erano non-famiglie. 36,0% di tutte le famiglie erano costituite da singoli individui e il 18,9% ha qualcuno che vive da solo chi era 65 anni di età o più anziani. La dimensione media delle famiglie è stato 2,17 e le dimensioni della famiglia media è stata di 2,81.
Nelle città la popolazione è distribuita con il 20,9% sotto i 18 anni, il 6,8% dai 18 ai 24, 23,5% fra i 25 e i 44, il 21,4% dai 45 ai 64, e 27,4% oltre i 65 anni di età o più anziani. L'età mediana era di 44 anni. Per ogni 100 donne ci sono 85,1 maschi. Per ogni 100 femmine dai 18 anni in su, ci sono 81,2 maschi.
Il reddito mediano per una famiglia nella città era di 31884 $, e il reddito medio per una famiglia era di 39657 $. I maschi hanno un reddito medio di 30943 $ contro 21812 $ per le femmine. Il reddito pro capite per la città era di 20383 $. Circa il 10,5% delle famiglie e del 15,0% della popolazione era sotto la soglia di povertà, tra cui il 24,2% di quelli sotto i 18 anni e il 7,9% di quelli di età 65 anni o più.